# Tom Plant
Thomas John „Tom“ Plant (* 6. November 1957 in Milwaukee, Wisconsin) ist ein ehemaliger US-amerikanischer Eisschnellläufer.
Plant trat 1977 das erste Mal bei internationalen Wettkämpfen an. 1978 belegte er bei der Juniorenweltmeisterschaft den 19. Platz im Kleinen Vierkampf. Die Sprint-WM 1979 beendete er auf Rang 10. Im Jahr darauf gewann Plant die Bronzemedaille, nachdem er im ersten Lauf über 500 Meter Erster wurde und im zweiten Lauf über 1000 Meter den dritten Platz erreichte. Er qualifizierte sich für die Olympischen Winterspiele 1980 in Lake Placid und belegte dort über 1500 Meter den 17. Platz. Bei der anschließenden Mehrkampfweltmeisterschaft erreichte er Rang 21.
Nach dem Ende seiner aktiven Karriere zog Plant nach Las Vegas und arbeitete in der Investmentbranche.

## Persönliche Bestzeiten
| Strecke  | Zeit         | Datum             | Ort        |
| -------- | ------------ | ----------------- | ---------- |
| 00500 m  | 38,66 s      | 9. Februar 1980   | West Allis |
| 01.000 m | 1:16,03 min  | 12. Januar 1980   | Davos      |
| 01.500 m | 1:58,73 min  | 19. Januar 1980   | Davos      |
| 03.000 m | 4:27,41 min  | 8. Januar 1980    | Oslo       |
| 05.000 m | 7:30,14 min  | 20. Januar 1980   | Davos      |
| 10.000 m | 16:30,94 min | 30. Dezember 1979 | West Allis |